# Velence (Magyarország)
Velence város Fejér vármegyében, a Gárdonyi járásban, a Velencei-tó keleti partján fekszik. Gyorsan fejlődő, országos jelentőségű fürdőváros, mely főként a Velencei-tónak, valamint két nagyváros, Budapest és Székesfehérvár közelségének köszönheti gazdaságának és népességének jó ütemű növekedését. Közúton az M7-es autópályán, a 7-es főúton és több kevésbé jelentős úton, vasúton a Budapest–Murakeresztúr-vasútvonalon két megállóhellyel érhető el; valamint három hajóállomással is rendelkezik. 2000-ben Magyarország legvirágosabb - akkor még - nagyközsége lett. A város déli része, Velencefürdő főként üdülőtelep.

## Fekvése
A Velencei-medence és a Közép-Mezőföld határán elhelyezkedő város körbeöleli a Velencei-tó északkeleti végét. Déli része a Velencefürdő nevű üdülőtelep. A 7-es számú főút, az M7-es autópálya, a 6207-es út, a 8116-os út, a 8119-es út és a Budapest–Murakeresztúr-vasútvonal is érinti a várost, amelyek kiváló közlekedési feltételeket biztosítanak számára. A vasúton két megállója van a városnak: Velence megállóhely és Velencefürdő megállóhely

A Velencei-tó térképe

Autóbusz-összeköttetésben áll a Velencei-tó környéki településekkel, továbbá Székesfehérvárral, Budapesttel, Zichyújfaluval és Pusztaszabolccsal is. Az 1171-es, 8022-es, 8024-es, 8025-ös, 8026-os, 8027-es, 8028-as, 8151-es, 8152-es, 8154-es, 8156-os, 8157-es, 8158-as járatok érintik a várost.
Három hajóállomása (Velencefürdő, Velence, Óvelence) működik, amelyek Pákozd, Gárdony és Agárd felől érkező hajókat fogadnak.
Településrésze Hajdútanya, amely a centrumától 4 kilométerre fekszik, délkeleti irányban. 2011-es adatok szerint Hajdútanya lakónépessége 62, a lakások száma 16 volt. Hajdútanyán talajvízfigyelő kutat üzemeltet a KDT Vízügyi Igazgatóság.

## Infrastruktúra
2017-ben Velencén kerékpárforgalom-számláló berendezést állítottak fel, melynek bemutatója szeptember 25-én volt a velencei Kerékpáros Kompetencia Központban. Magyarországon először Velencén állítottak fel kerékpárforgalom-számláló berendezést.

## Története
Velence a Buda és az Adriai-tenger között futó fő kereskedelmi út mellett feküdt, így már a római korban komoly településnek számított a Savaria és Aquincum között futó hadiúton. A középkorban valószínűleg székesfehérvári épületeken dolgozó olasz, velencei mesteremberek éltek itt. Ők adhatták a település nevét. A település legrégebbi temploma az 1690 körül épült református templom. Az 1930-as években a község, Gárdonyhoz hasonlóan, üdülőfaluvá vált, komoly fejlődésnek indult. Az 1970-es években ismét fellendülő Velencén épült meg az ország első Ifjúsági és Kiránduló Központja. 2004-ben városi rangot kapott a település. 2014-ben adták át a Velence Korzót, mely beruházás a Velencei-tó Kapuja projekt keretében valósult meg.

## Közélete

### Polgármesterei
| Polgármester | Polgármester         | Polgármester                   |  |
| ------------ | -------------------- | ------------------------------ |  |
| 1990–1994    | Gulyás József        | független                      |  |
| 1994–1998    | Oláhné Surányi Ágnes | független                      |  |
| 1998–2002    | Oláhné Surányi Ágnes | független                      |  |
| 2002–2006    | Oláhné Surányi Ágnes | független                      |  |
| 2006–2010    | Oláhné Surányi Ágnes | független                      |  |
| 2010–2014    | Oláhné Surányi Ágnes | független                      |  |
| 2014–2019    | Koszti András Zoltán | Fidesz-KDNP                    |  |
| 2019–2024    | Gerhard Ákos         | Regélő Hagyományőrző Egyesület |  |
| 2024–        | Krausz György        | Fidesz-KDNP                    |  |

## Népesség
A település népességének változása:
| Lakosok száma | 4027 | 4254 | 4979 | 5445 | 5479 | 5552 | 6441 | 7255 | 7538 | 7817 |
|               | 1980 | 1990 | 2001 | 2013 | 2014 | 2015 | 2019 | 2022 | 2023 | 2024 |

A 2011-es népszámlálás során a lakosok 83%-a magyarnak, 0,2% bolgárnak, 1,5% németnek, 0,3% románnak mondta magát (16,8% nem nyilatkozott; a kettős identitások miatt a végösszeg nagyobb lehet 100%-nál). A vallási megoszlás a következő volt: római katolikus 34%, református 10,2%, evangélikus 1,1%, görögkatolikus 0,4%, felekezeten kívüli 17,5% (34,8% nem nyilatkozott).
2022-ben a lakosság 87,7%-a vallotta magát magyarnak, 1,3% németnek, 0,4% cigánynak, 0,3% ukránnak, 0,3% románnak, 0,1-0,1% lengyelnek, horvátnak, görögnek, örménynek, bolgárnak és szlováknak, 5,9% egyéb, nem hazai nemzetiségűnek (11,9% nem nyilatkozott; a kettős identitások miatt a végösszeg nagyobb lehet 100%-nál). Vallásuk szerint 24,8% volt római katolikus, 9,3% református, 1,1% evangélikus, 0,6% görög katolikus, 0,1% ortodox, 1,7% egyéb keresztény, 1,3% egyéb katolikus, 18,6% felekezeten kívüli (42,3% nem válaszolt).

## Nevezetességei

### Meszleny–Wenckheim kúria
A település hagyományos központjától délre, a Fő utca – Tópart utca által határolt parkban, a tóra néző domboldalon található a helyiek által csak kastélynak nevezett Meszleny-Wenckheim kúria. Az 1888 körül a Meszleny család által építtetett földszintes, neoreneszánsz, nyerstégla épület tulajdonosa 1921-ben gróf Wenckheim Ferenc lett. A házban 1945 után általános iskola működött 1979-ig. Ekkor az iskola a szomszédos Kápolnásnyék településre költözött. A szépen helyreállított épület napjainkban a városi könyvtárnak, játékháznak, házasságkötő teremnek ad otthont.

### Meszlény-kastély
A Meszlény-kastély barokk stílusú, 18 szobás, U alaprajzú épület. A Meszleny család kastélya a 18. században épült, mely 1945-ig volt a család birtokában, ezt követően kultúrminisztériumnak adták bérbe. A kastélyt 1948-ban államosították, ettől fogva gyógypedagógiai intézet működött benne. Az 1960-as évektől a Velence-tó környéki Vörösmarty Termelőszövetkezet használta a kastélyt, 1968-tól itt üzemelt a termelőszövetkezet konyhája. 1992-ben magántulajdonba került.
2020-ban a kastélyt megvásárolta a Kárpát-medencei Művészeti Népfőiskola. A megvásárlásakor a népfőiskola levélben fordul a velencei önkormányzathoz, közölte a vásárlás tényét és mivel a megvásárlás pillanatában hároméves változtatási tilalom volt a kastélyon ennek okán a népfőiskola kérte az önkormányzatot, hogy töröljék az ingatlanról a tilalmat, hogy felújíthassák azt. Vízi tematikájú kulturális létesítményként kívánja hasznosítani a műemléket a népfőiskola.

### További nevezetességek
- Hauszmann–Gschwindt-kastély
- Beck-kastély (jelenleg magánkézben van, nem látogatható, de a Régiposta utca felől kívülről megcsodálható.)
- Babák rózsakertje
- Kilátó a Bence hegyen
- Kun Péter "Kunos" Emlékhely

## Híres velenceiek
- Itt született Leviczky Andor magyar bábszínész, színész, érdemes művész.
- Itt élt Tiboldi Mária operettprimadonna, Jászai Mari-díjas színésznő, a Budapesti Operettszínház örökös tagja.
- Itt élt Hauszmann Alajos magyar építész, egyetemi tanár, a Magyar Tudományos Akadémia tagja.

## Sport

### Uszoda
„Már csak egy uszoda hiányzik. 27-28 ezer ember él a környéken, Gárdony járási székhely, megérdemlünk tehát egy uszodát is, legyen az akár Gárdonyban, akár Velencén. A hírek szerint a szépen fejlődő velencei vízilabdások egyesülete a várossal összefogva új uszodát szeretne építeni, olyan helyen, amit akár a sukoróiak, akár a gárdonyiak, nyékiek, de még a pázmándiak is könnyen megközelíthetnek.”

– L. Simon László

2015-ben L. Simon László a Fejér Megyei Hírlapban megjelent „Sportolási lehetőségeink” című írásában értekezett első ízben Velencei-tó környéki uszoda építéséről. Az uszoda építésének kérdése 2019-ben ért el látható eredményt, melynek alapkőletétele 2019. október 10-én történt a Velencei-tó partjához közeli önkormányzati telken. Az uszoda a tervek szerint a Nemzetközi Úszószövetség (FINA) szabványainak is megfelelő létesítmény lenne. Koszti András elmondása szerint a beruházás tervezett költsége 4,7 milliárd forintba került volna, melyből az önerő 1,4 milliárd forint. Az uszoda építésébe úgy kezdett bele a Koszti András polgármester által vezetett önkormányzat, hogy a projekt teljes költségére nem állt rendelkezésre a fedezet.
A 2019-es velencei önkormányzati választáson új összetételű önkormányzatot választottak meg a velencei polgárok, a polgármester a Regélő Hagyományőrző Egyesület jelöltje, Gerhard Ákos Emőd lett. Továbbá az önkormányzat képviselő-testületének 8 tagjából 7 a Regélő Hagyományőrző Egyesület jelöltje lett, 1 pedig a Fidesz–KDNP jelöltje. Az új összetételű önkormányzat kikérte az uszoda építésével kapcsolatos iratokat az uszoda építtetőjétől, a Velence Plus Kft-től, azonban a cég többszöri levélváltást követően sem volt hajlandó dokumentumokkal szolgálni. Ezután az önkormányzat a Fejér Megyei Kormányhivatal Székesfehérvári Járási Hivatal Építésügyi és Örökségvédelmi Osztályához fordult, akik eztán helyszíni szemlét tartottak. A helyszíni szemlén az építtető által bemutatásra került irat a jogszabályoknak nem megfelelő, nem hivatalos tulajdonosi hozzájárulás volt. Mindezek után a Fejér Megyei Kormányhivatal Székesfehérvári Járási Hivatal Építésügyi és Örökségvédelmi Osztálya által betiltásra került az uszoda építése 2019. december 16-án.

### Kjokusin karate

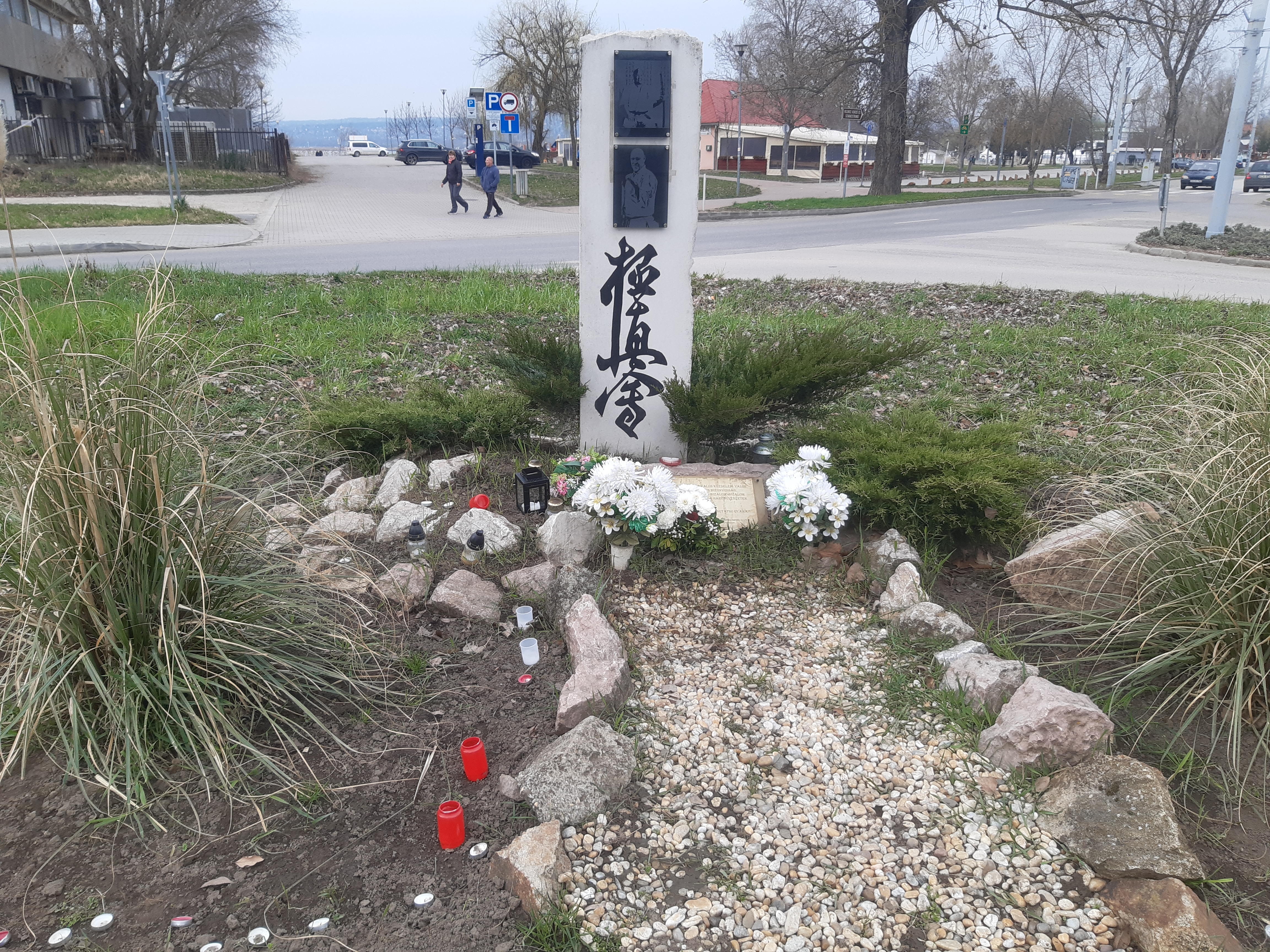
Ójama Maszutacu emlékhely Velencén. A Naga Dojo karatékái avatták fel 2019. október 2-án.

A Velencén 2 kjokusin karate egyesület tart edzéseket: az 1999-ben alapított Fudoshin Dojo és a 2016-ban alapított Naga Dojo. A Fudoshin Dojo vezetője shihan Rohonyi István (5. dan), míg a Naga Dojo vezetői senpai Molnár Lilian (2 dan) és senpai Madaras György (2 dan).
Mindkét kjokusin karate dojo a Magyar Karate Szövetség I.K.O. Kyokushin-kai Stílusszervezetének a tagja, viszont másik branchben képviseltetik magukat: a Fudoshin Dojo a Tairyoku Branch tagja, míg a Naga Dojo a Halász Branch tagja.

## Gazdaság
A település bevétele egyrészt az idegenforgalomból, másrészt az idetelepülők nagy számának köszönhetően fellendülő építőiparból szerzi. A gyors fejlődésben nem csak ezek a tényezők meghatározók, Velence földrajzi helyzete is kiváló, hiszen félúton helyezkedik el két gazdasági fellegvár - Székesfehérvár és Budapest között. Ennek köszönhetően Velencén születik a legtöbb gyerek országos viszonylatban, természetesen a népesség számához viszonyítva. Velence a tókörnyék legdinamikusabban fejlődő települése, népessége gyorsabban növekszik, mint az egyébként szintén nagyon jó mutatókkal rendelkező szomszédos város, Gárdony népessége.[forrás?]

## További képek

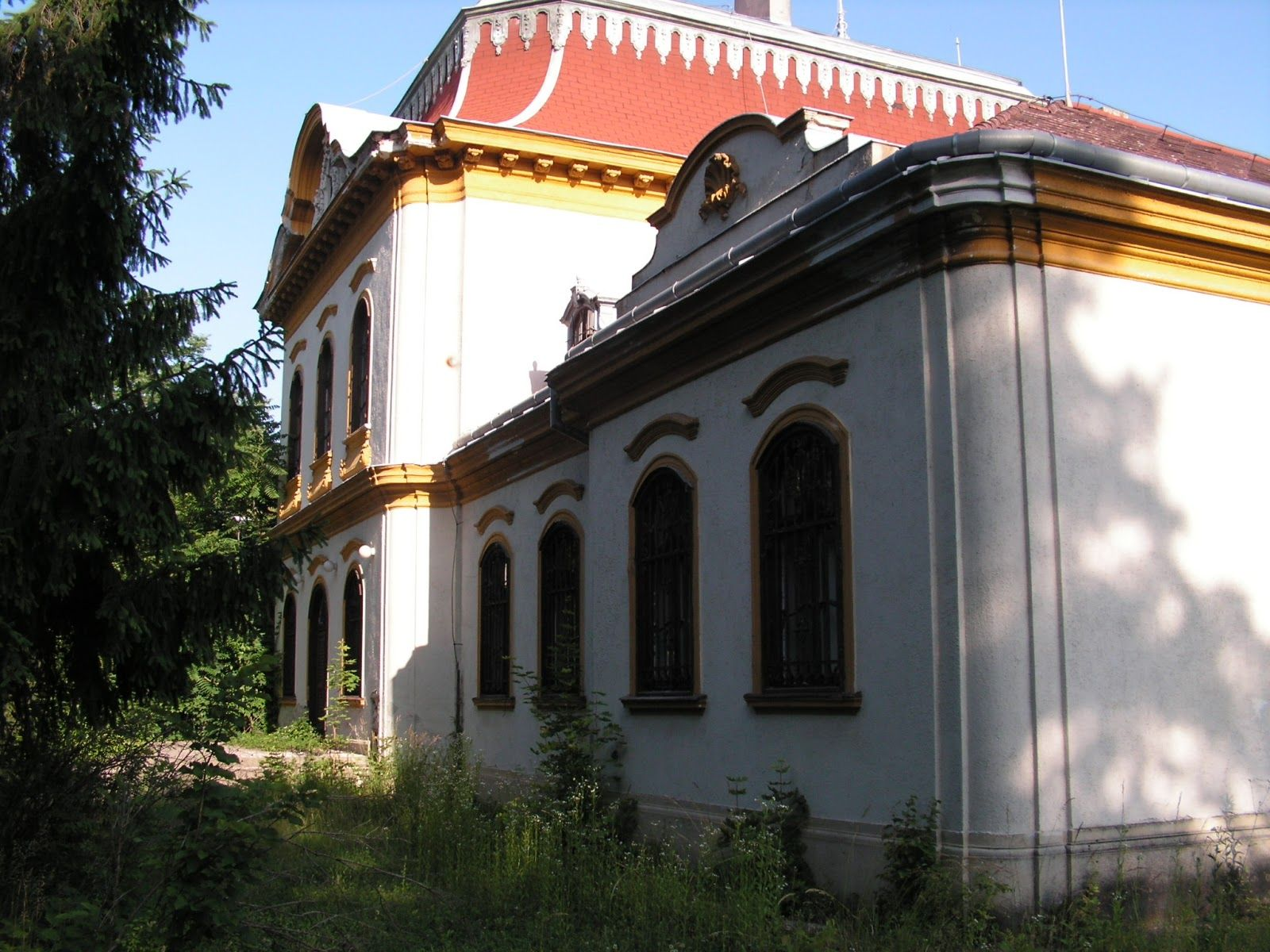
Hauszmann–Gschwind-kastély
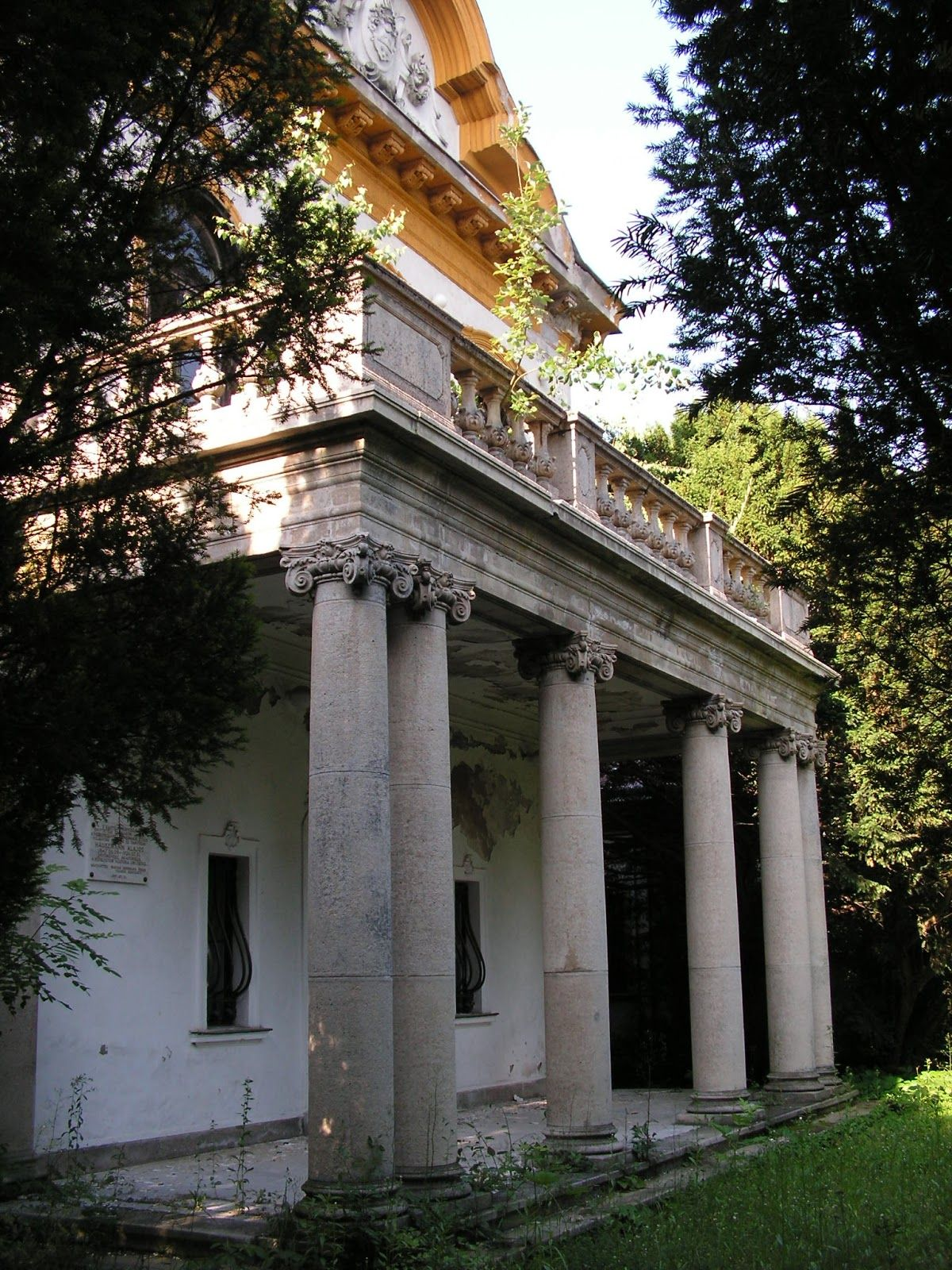
Hauszmann–Gschwind-kastély
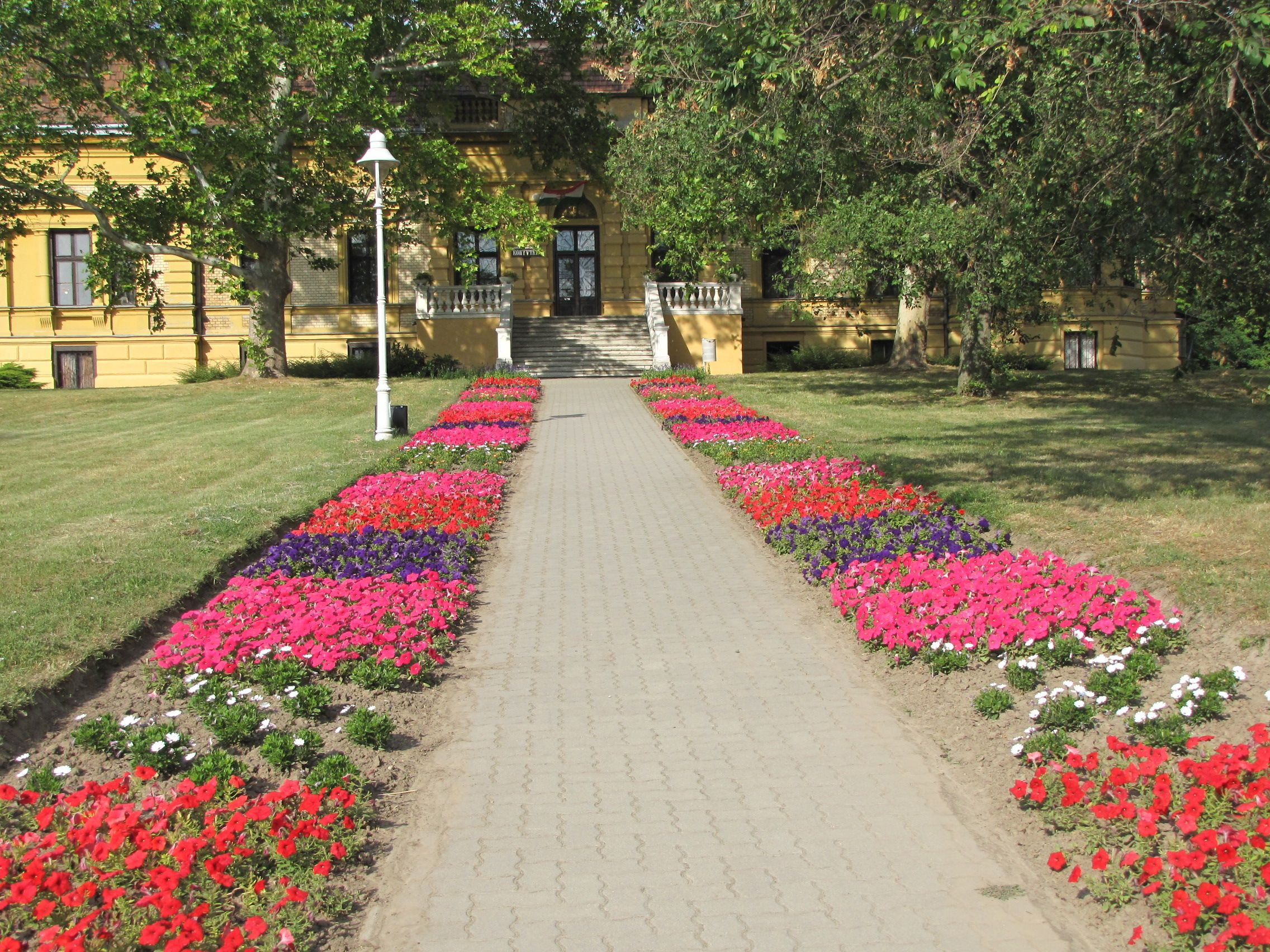
Meszleny–Wenckheim kúria
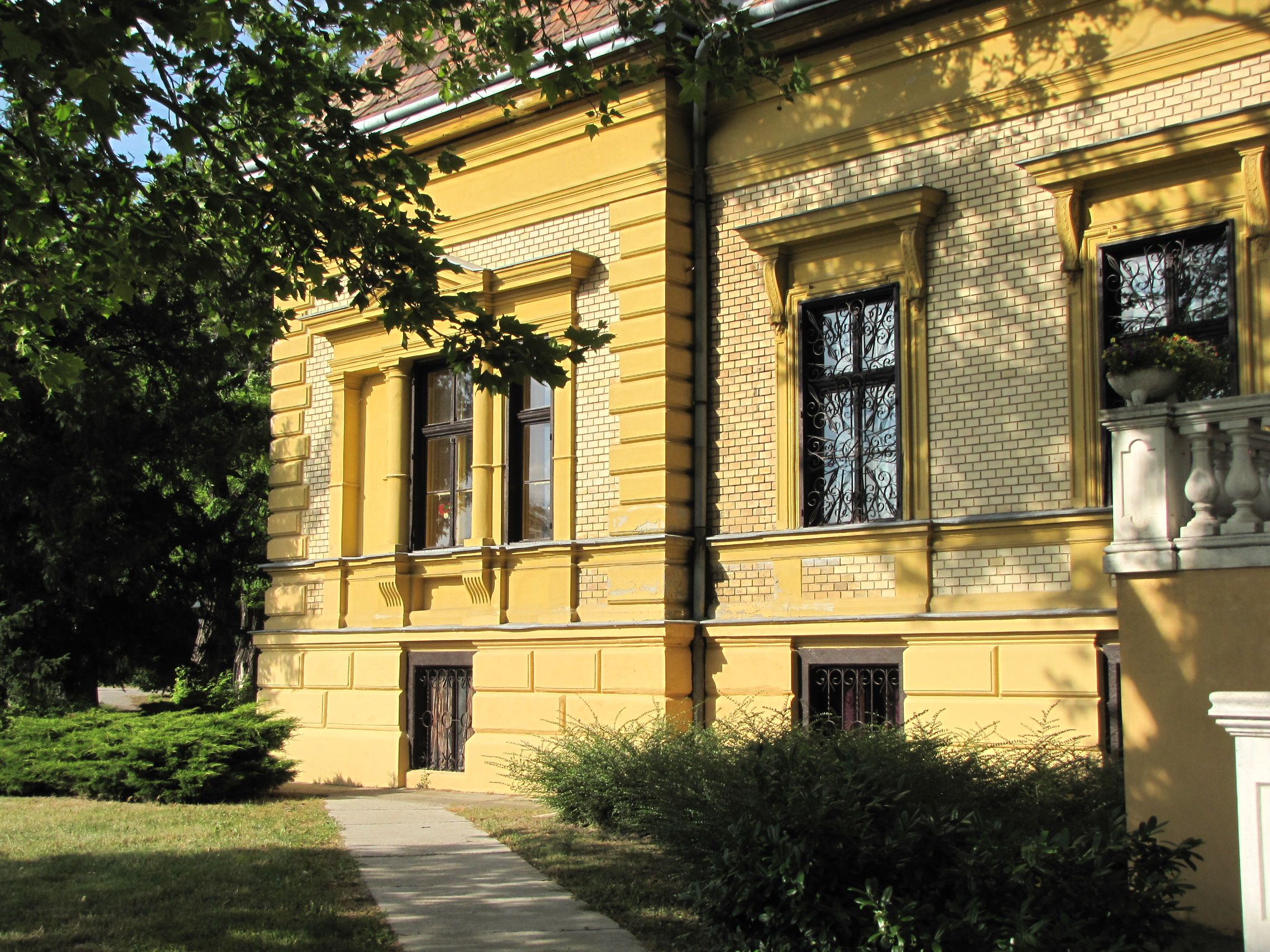
Meszleny–Wenckheim kúria
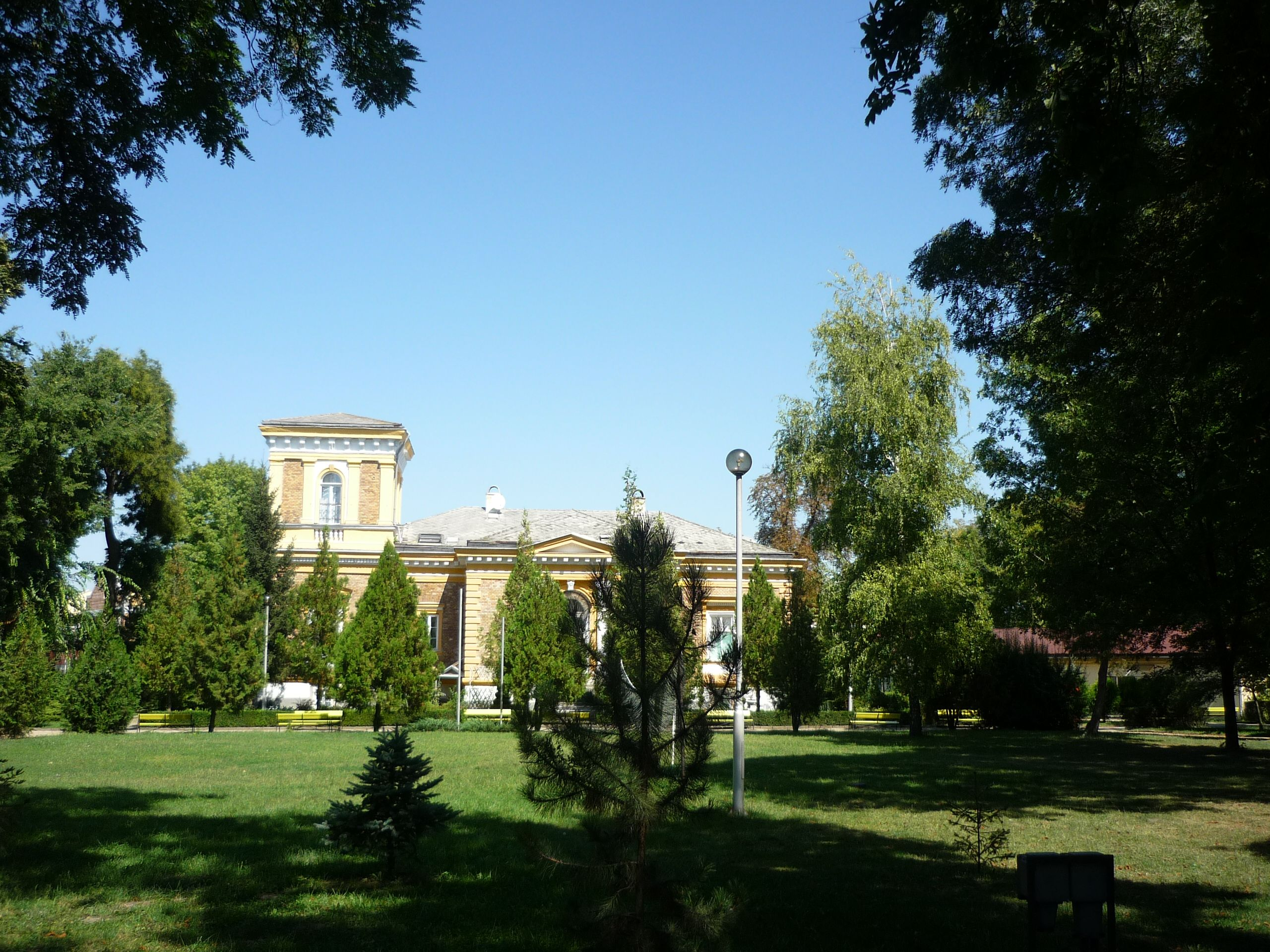
A Beck-kastély
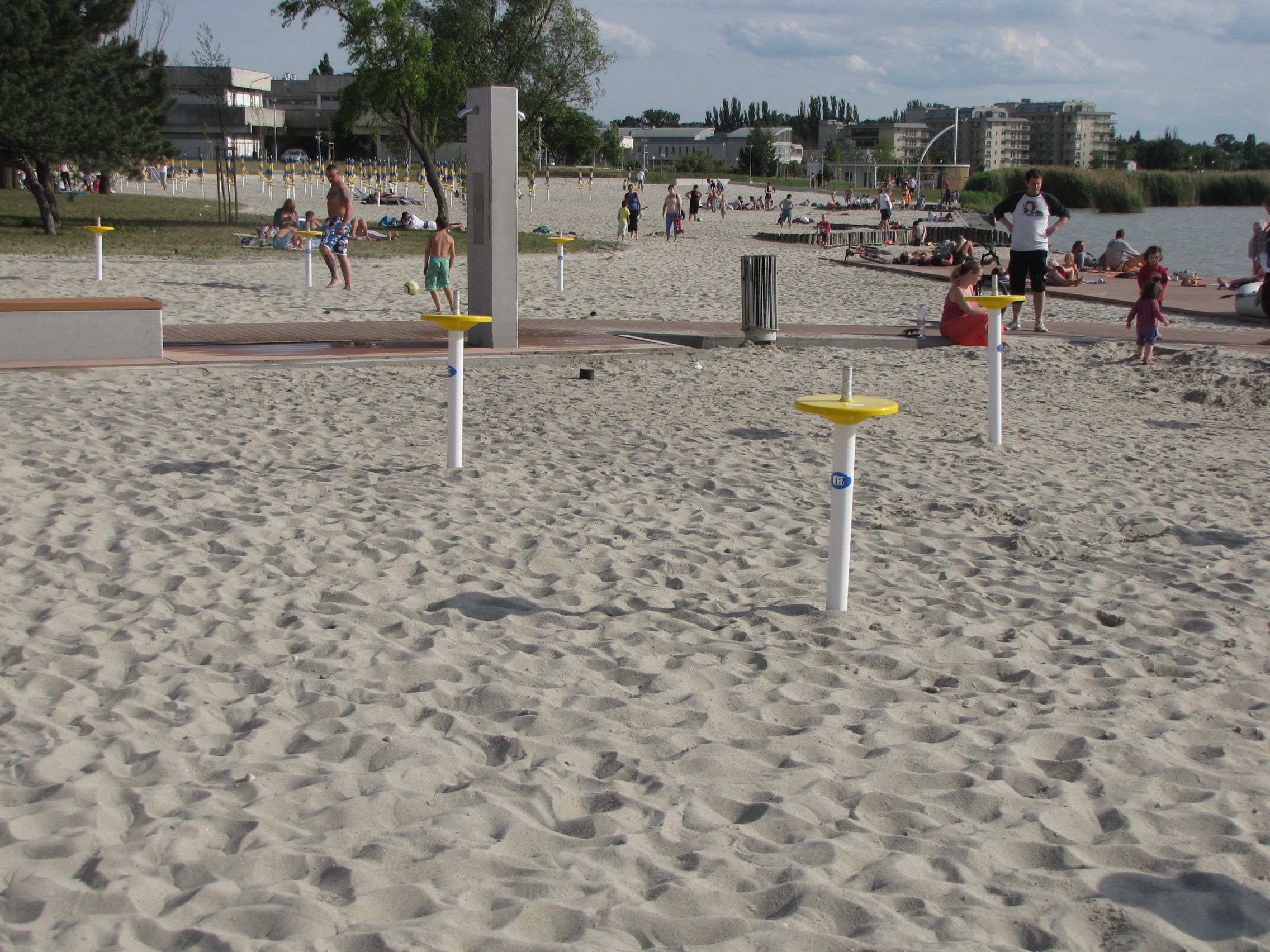
Homokos part
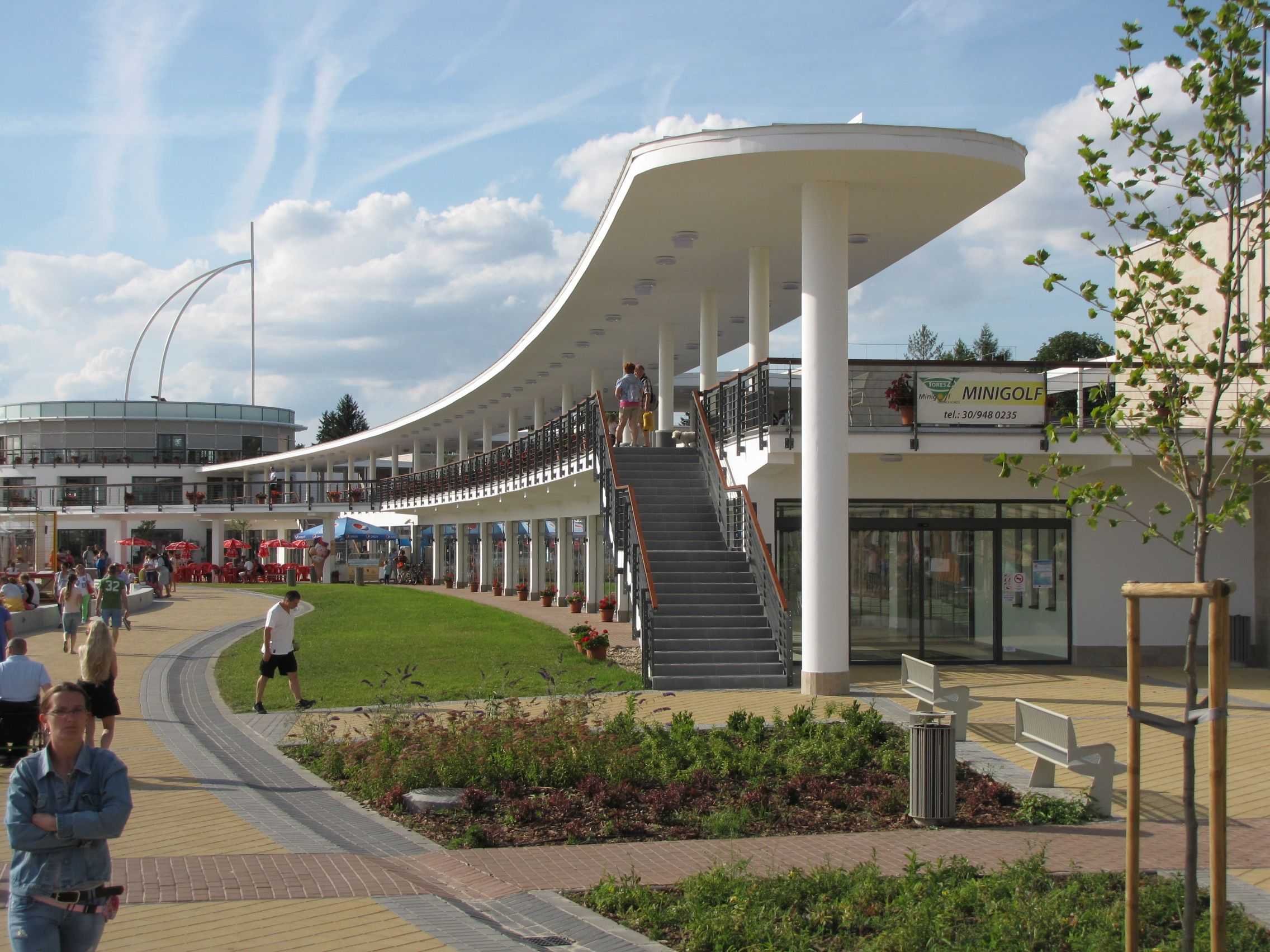
A Velence-korzó
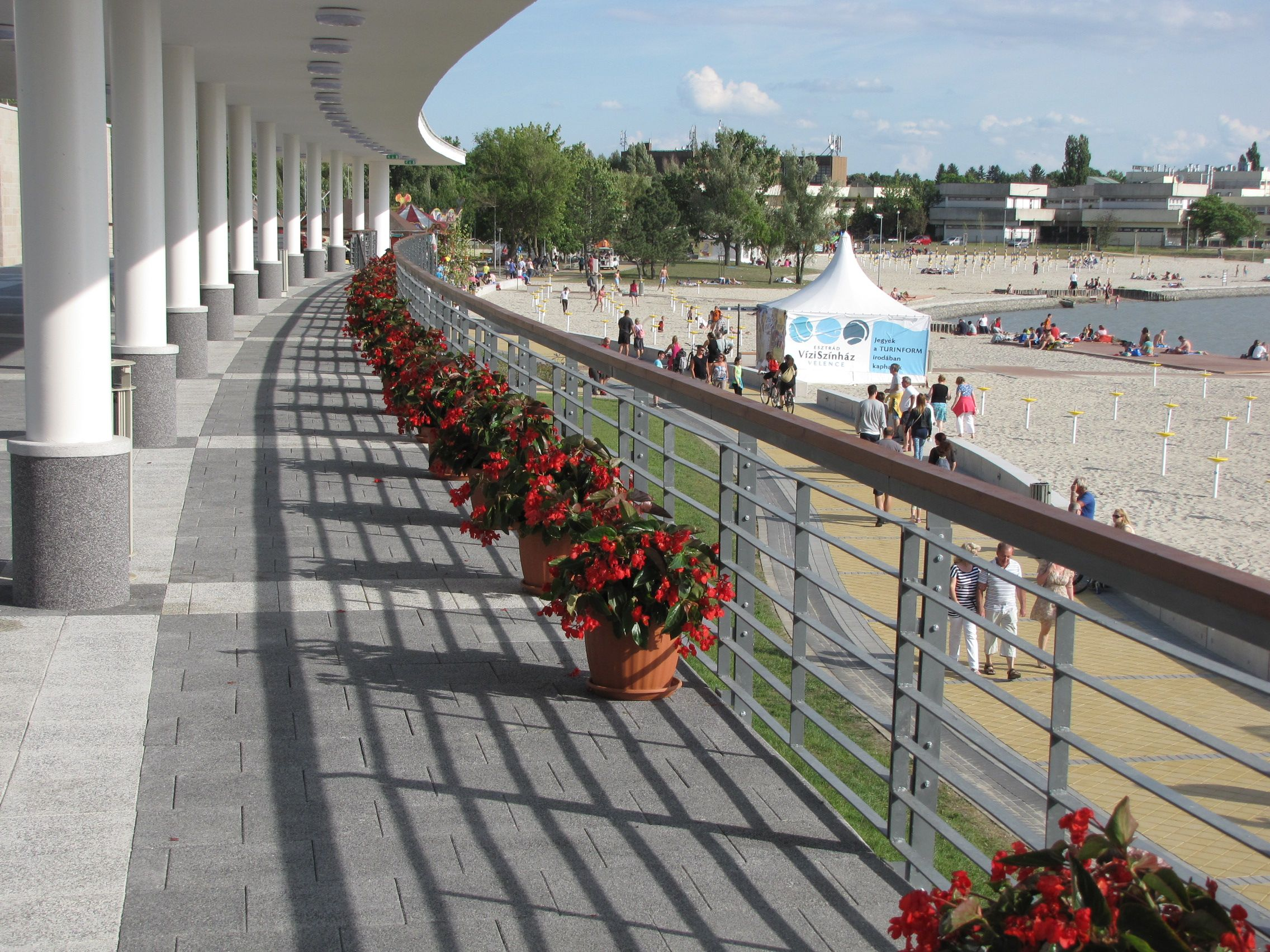
A Velence-korzó
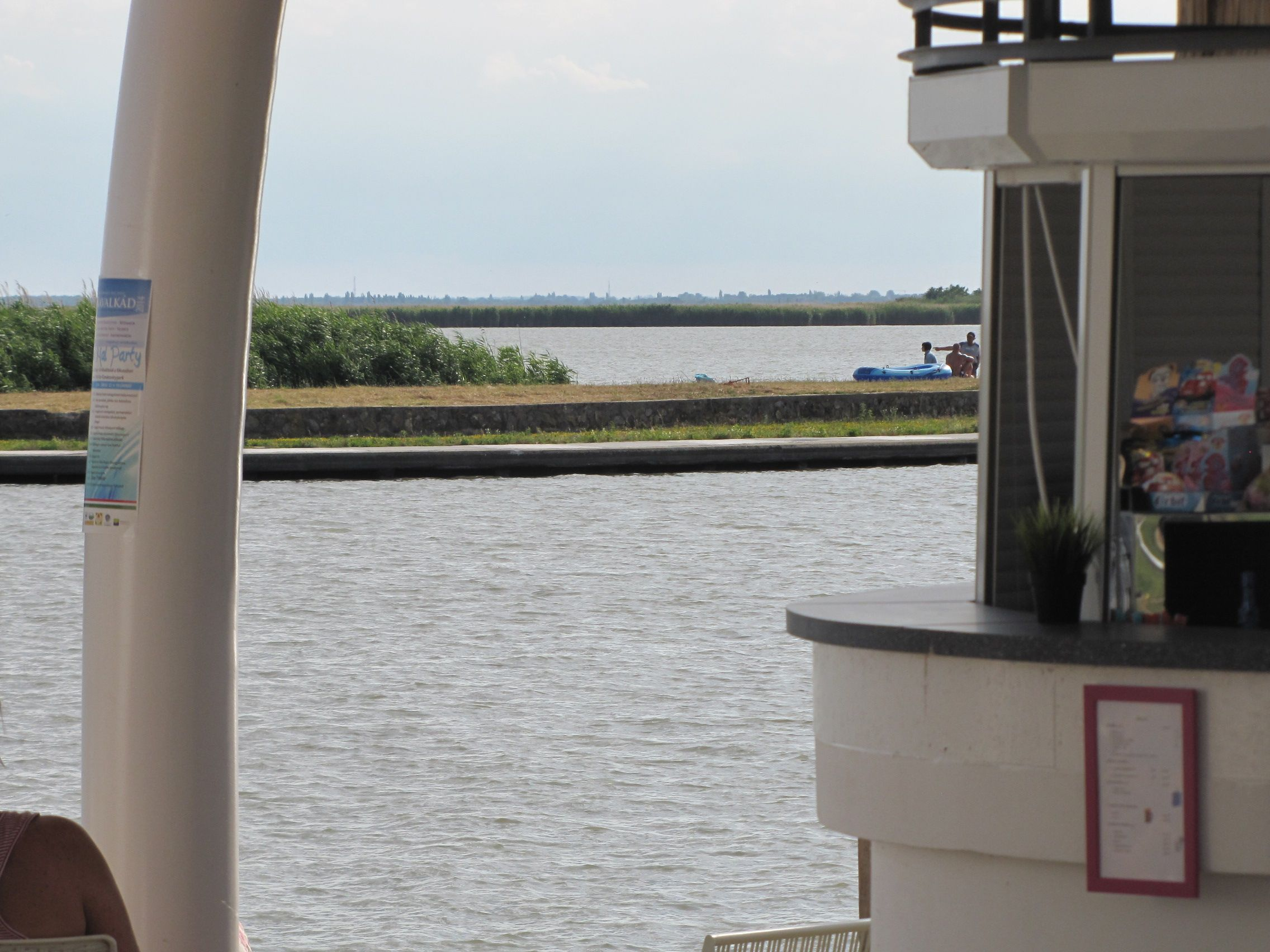
Tópart
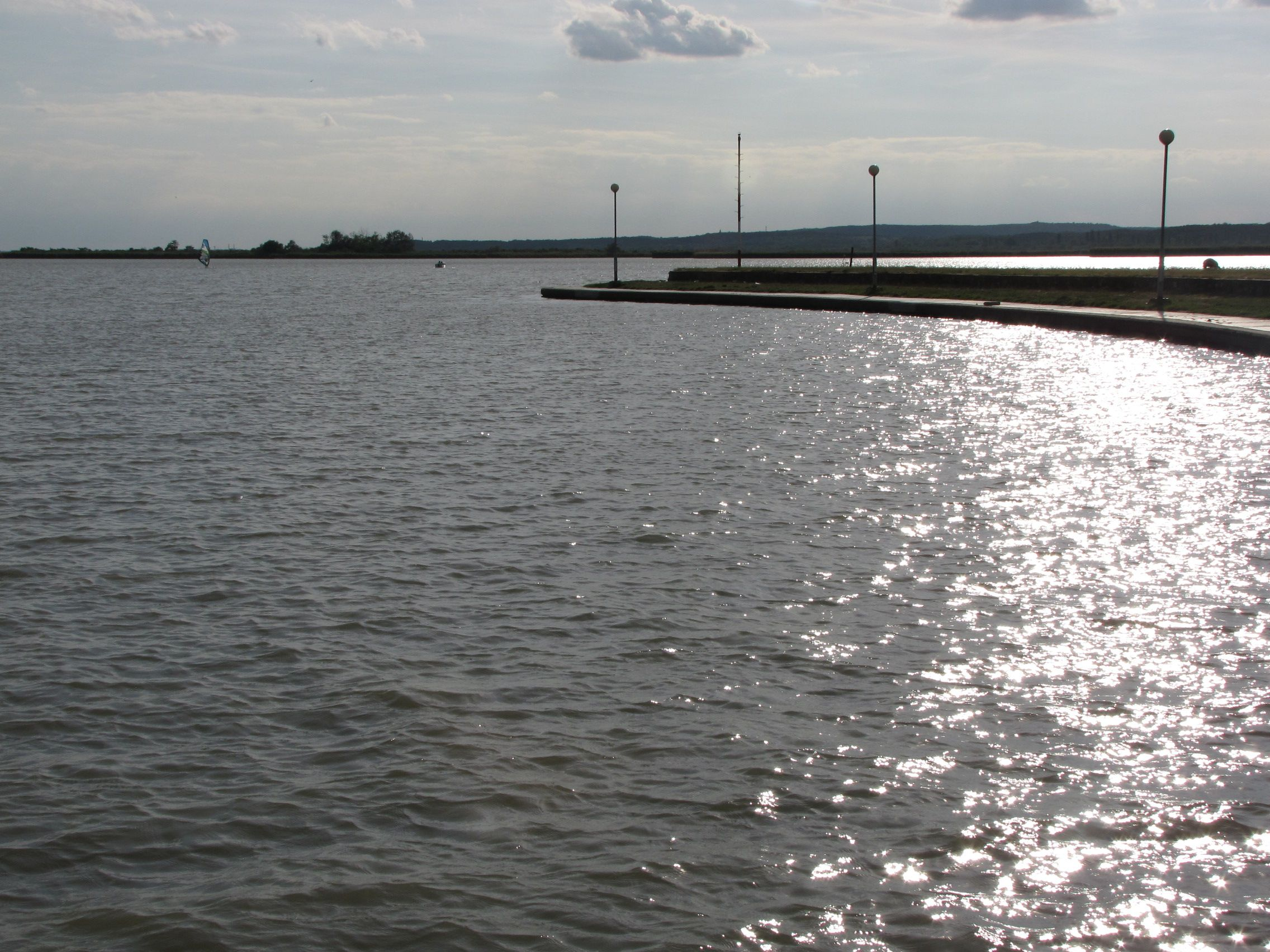
Tópart